# Nicolás Gómez Dávila
Nicolás Gómez Dávila (n. 18 mai 1913, Bogotá, Columbia – d. 17 mai 1994, Bogotá, Columbia) a fost un filozof reacționar columbian cunoscut uneori ca „Nietzsche din Anzi”.
Faima lui Gómez Dávila a început să se răspândească abia în ultimii ani înainte de moartea sa, în special prin traducerile germane ale operelor sale. A fost unul dintre cei mai radicali critici ai modernității; opera sa constând aproape în întregime din aforisme pe care le-a numit „escolios” („scolia” sau „glose”). 

## Biografie
Gómez Dávila a fost un savant columbian care și-a petrecut cea mai mare parte a vieții în cercul de prieteni și în limitele bibliotecii sale. A aparținut cercurilor superioare ale societății columbiene și a fost educat la Paris. Din cauza pneumoniei severe, a petrecut aproximativ doi ani acasă, unde a fost educat de profesori particulari și a dezvoltat o dragoste pentru literatura clasică⁠(d). Cu toate acestea, nu a urmat niciodată o universitate. În anii 1930 s-a întors de la Paris în Columbia și nu va mai vizita aproape niciodată Europa, cu excepția unei șederi de șase luni cu soția sa în 1948. A adunat o bibliotecă imensă care conținea peste 30.000 de volume în jurul căreia s-a centrat existența sa literară. În 1948 a ajutat la înființarea Universității Anzilor din Bogotá. 
În 1954, primul volum de scrieri al lui Gómez Dávila a fost publicat de fratele său, o compilație de note și aforisme sub titlul Notas I. – un volum al doilea nu a apărut niciodată. Cartea a rămas practic necunoscută, deoarece au fost tipărite doar 100 de exemplare și acestea au fost oferite cadou prietenilor săi. În 1959, a urmat o mică carte de eseuri sub titlul Textos I (din nou, fără o continuare). Aceste eseuri dezvoltă concepte de bază ale antropologiei sale filozofice, precum și filosofia sa a istoriei, adesea în limbaj literar plin de metafore. În aceste eseuri, el își exprimă mai întâi intenția de a crea un „mozaic reacționar”, deoarece realitatea, a spus el, nu poate fi reprezentată într-un sistem filozofic. 
După prăbușirea dictaturii militare în 1958, lui Gómez Dávila i s-a oferit postul de consilier șef al președintelui statului, pe care l-a respins, așa cum a făcut-o și cu ofertele ulterioare, în 1974, de a deveni ambasador la Londra. Deși a susținut rolul de mai târziu al președintelui Alberto Lleras Camargo în doborârea dictaturii, s-a abținut el însuși de la orice activitate politică, decizie pe care o luase deja la începutul practicii sale de scriitor. 
Din această decizie au rezultat criticile sale puternice nu numai la adresa stângii, ci și a practicilor politice de dreapta și conservatoare, deși principiile sale explicit reacționare arată unele asemănări cu punctele de vedere conservatoare. Antropologia sa sceptică s-a bazat pe un studiu atent al lui Tucidide și Jacob Burckhardt. Gómez Dávila a criticat cu putere conceptul de suveranitate al poporului ca o divinizare ilegitimă a omului și o respingere a suveranității lui Dumnezeu. El a fost, de asemenea, profund critic la adresa Conciliului Vatican II pe care l-a văzut ca o adaptare problematică la lume. El a deplâns în mod deosebit înlocuirea latinei bisericești a Liturghiei tridentine cu Liturghia vernaculară (în limba vorbită) a lui Paul al VI-lea în urma conciliului. Similar cu Juan Donoso Cortés, Gómez Dávila credea că toate erorile politice au rezultat în cele din urmă din erori teologice. De aceea gândirea lui poate fi descrisă ca o formă de teologie politică. 
Ideologiile moderne precum liberalismul, democrația și socialismul sunt principalele ținte ale criticii lui Gómez Dávila, deoarece lumea influențată de aceste ideologii i se părea decadentă și coruptă. 
Gómez Dávila a analizat o gamă largă de subiecte, întrebări filozofice și teologice, probleme de literatură, artă și estetică, filosofia istoriei și scrierea istoriei. El a folosit o metodă literară de declarații succinte, cu o mare sensibilitate pentru problemele de stil și ton. Metoda literară pe care a dezvoltat-o este glosa, scolia, pe care a folosit-o pentru a studia lumea, în special în cele cinci volume din Escolios a un texto implícito (1977; 1986; 1992) pe care le-a publicat din anii șaptezeci până în anii nouăzeci. El a creat „reacționarul” ca masca sa literară inconfundabilă și a transformat-o într-un tip distinct de gândire despre lumea modernă ca atare. În lucrarea sa ulterioară, el a încercat să definească „reacționarul” cu care s-a identificat într-un mod afirmativ, situându-l undeva dincolo de pozițiile politice tradiționale de stânga și dreapta. Pe baza unui catolicism tradiționalist influențat de probitatea intelectuală a lui Nietzsche și a altora, el a criticat modernitatea și s-a văzut ca un partizan pentru un „adevăr care nu va muri”. 
Gómez Dávila nu a făcut nicio încercare de a-și face scrierile cunoscute pe scară largă. Numai prin traducerea germană (și mai târziu în italiană, franceză și poloneză), începând cu sfârșitul anilor optzeci, ideile lui Gómez Dávila au început să fie citite printre poeți și filozofi precum Robert Spaemann, Martin Mosebach, Botho Strauss, Reinhart Maurer, Rolf Schilling, Heiner Müller, Franco Volpi, Asfa-Wossen Asserate și Krzysztof Urbanek. 

## Opere publicate
- Escolios a Un Texto Implicito: Obra Completa. Nicolas Gomez Davila, Franco Volpi. iulie 2006. Copertă cartonată, 408 pagini. Villegas Editores. ISBN: 978-958-8156-70-5
- Notas I, Mexic 1954 (nouă ediție Bogotá 2003).
- Textos I, Bogotá 1959 (nouă ediție Bogotá 2002).
- Escolios a un texto implícito, 2 volume, Bogotá 1977.
- Nuevos escolios a un texto implícito, 2 volume, Bogotá 1986.
- De iure, în: Revista del Colegio Mayor de Nuestra Senora del Rosario 81. Jg., Nr. 542 (aprilie–iunie 1988), p. 67–85.
- https://www.academia.edu/34702433/De_Iure_-_Nicol%C3%A1s_G%C3%B3mez_D%C3%A1vila_Bilingual_edition_ De iure, Bilingual Edition, traducere de Tomás Molina, în: Revista del Colegio Mayor de Vl Nuestra Senora 3, Nr. 39 (septembrie 2017).
- Sucesivos escolios a un texto implícito, Santafé de Bogotá 1992 (nouă ediție Barcelona 2002).
- El reaccionario auténtico, în: Revista de la Universidad de Antioquia, Nr. 240 (aprilie–iunie 1995), p. 16–19.
- Escolios a un text implícito. Selecția, Bogotá 2001.
- Alle origini del mondo, editat de Antonio Lombardi, Villasanta (MB): Limina Mentis, 2013, Traducerea Textos I (V) (1959).
- Scholia la un text implicit. Ediție bilingvă selectată. Prolog de Till Kinzel. Villegas Editores, Bogotá 2013,ISBN: 978-958-8836-00-3